# جوستاف فيترستورم
جوستاف فيترستورم (بالسويدية: Gustav Wetterström)‏ (مواليد 15 أكتوبر 1911 - الوفاة 16 نوفمبر 1991) كان لاعب كرة قدم سويدي دولي سابق كان يلعب كمهاجم. سبق له أن لعب في كأس العالم لكرة القدم مع منتخب بلاده. بدأ مسيرته الرياضية عام 1937. استطاع إحراز 4 أهداف ليتمكن فريقه من الفوز على كوبا 8 - 0 صفر ضمن بطولة كاس العالم 1938.

## روابط خارجية
- جوستاف فيترستورم على موقع الاتحاد الدولي (مؤرشف)  (الإنجليزية)
- جوستاف فيترستورم على موقع اتحاد السويد (السويدية)
- جوستاف فيترستورم على موقع قاعدة بيانات كرة القدم.إي يو (الإنجليزية)
- جوستاف فيترستورم على موقع ناشيونال فوتبول تيمز (الإنجليزية)
- جوستاف فيترستورم على موقع عالم كرة القدم.نت (الإنجليزية)